# Cyrtaspis
Cyrtaspis is een geslacht van rechtvleugeligen uit de familie sabelsprinkhanen (Tettigoniidae). De wetenschappelijke naam van dit geslacht is voor het eerst geldig gepubliceerd in 1853 door Fischer.

## Soorten
Het geslacht Cyrtaspis omvat de volgende soorten:
- Cyrtaspis scutata Charpentier, 1825
- Cyrtaspis tuberculata Barranco, 2006